# اعتصاب جنسی

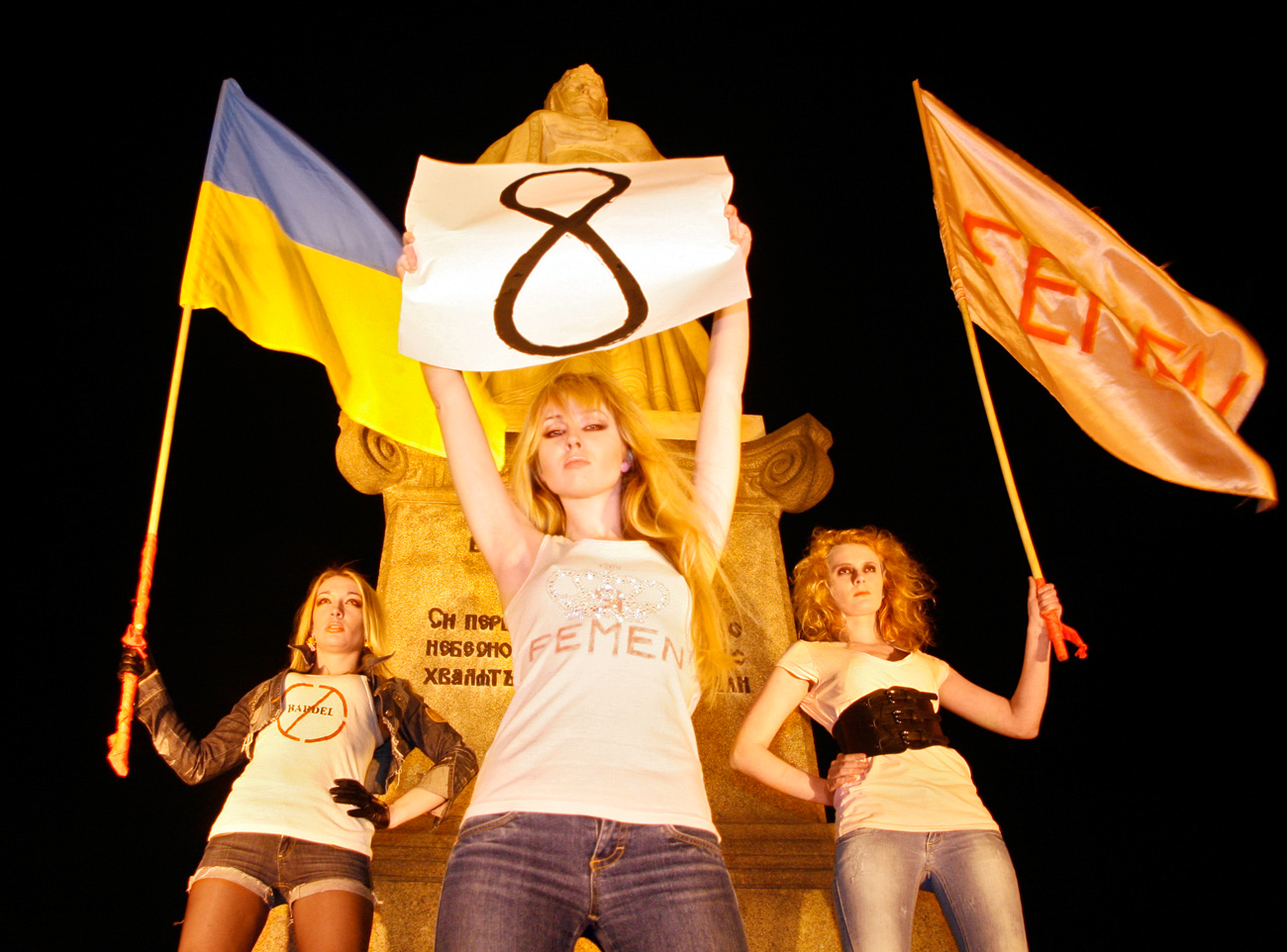
گروه اوکراینی فمن برای اعتراض به استثمار جنسی زنان، برای یک اعتصاب جنسی فراخوان می‌دهد.

اعتصاب جنسی، که گاهی اوقات تحریم جنسی خوانده می‌شود، نوعی اعتصاب است، روشی برای مقاومت غیرخشونت‌آمیز که در آن یک یا چند نفر (معمولاً خانم‌ها) برای رسیدن به اهدافی خاص از رابطه جنسی با شریک زندگی‌شان خودداری می‌کنند. این عمل نوعی پرهیز جنسی موقت است.
از اعتصاب جنسی برای اعتراض به بسیاری از مسائل، از جنگ گرفته تا خشونت در باندهای خلافکاران استفاده شده‌است.

## در تاریخ

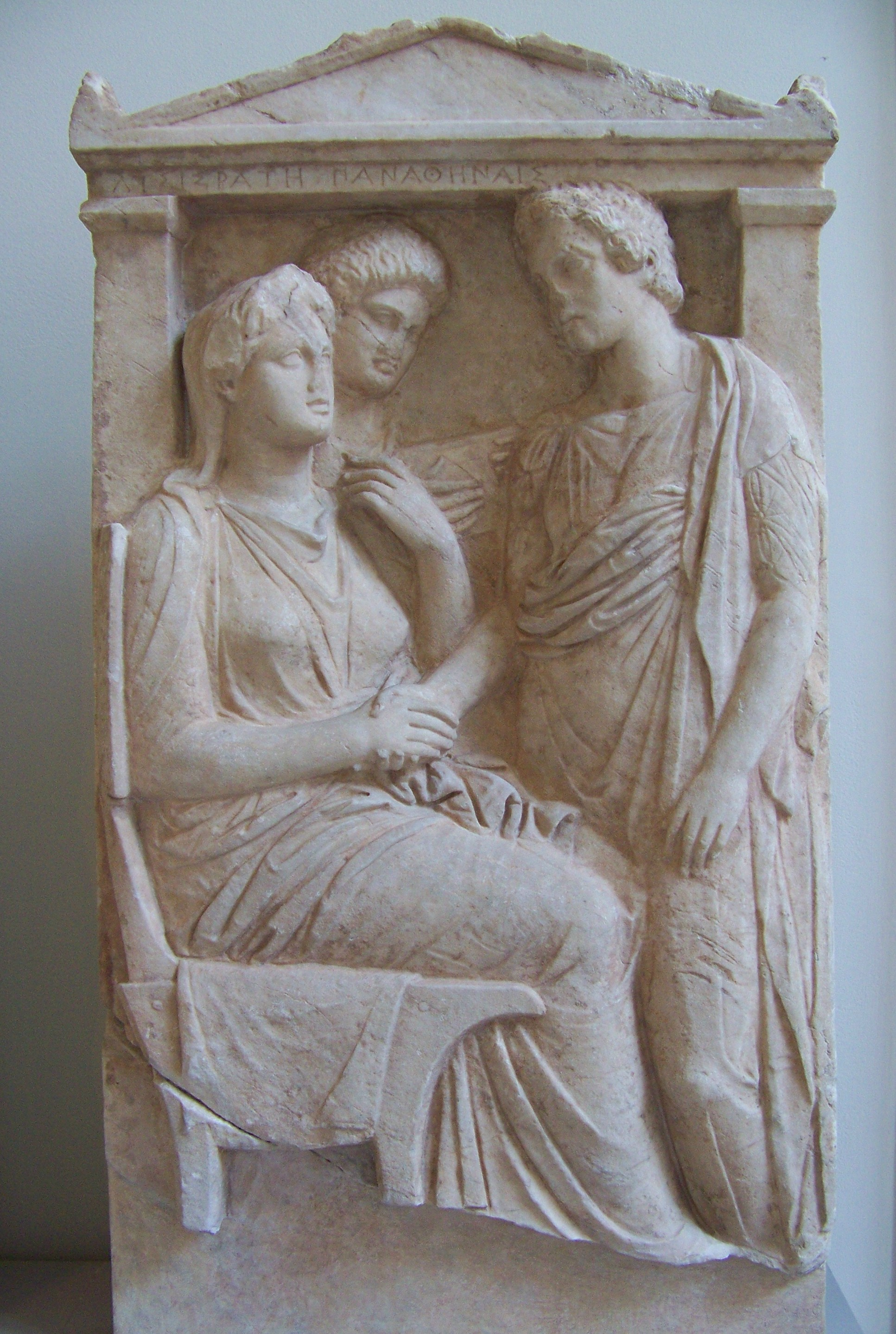
مجسمه مرمر لیسیستراتا

### یونان باستان
مشهورترین نمونه از اعتصاب جنسی در هنر، اثر لیسیستراتا از نمایشنامه‌نویس یونانی آریستوفان است. این اثر یک کمدی ضد جنگ است. شخصیت‌های زن نمایشنامه، به رهبری لیسیستراتا، برای تأمین صلح و امنیت و پایان دادن به جنگ پلوپونز، از رابطه جنسی با شوهران خود خودداری می‌کنند.

### تاریخ جهان و ماقبل تاریخ
برخی از انسان شناسان با استناد به نمونه‌های مشابهی از اعتصاب زنان در شکارچی-گردآورنده و سایر رسوم پیش از استعمار در سراسر جهان، ایجاد زبان، فرهنگ و دین را مدیون این نوع همبستگی -به ویژه مقاومت جمعی در برابر تجاوز جنسی احتمالی- می‌دانند. این فرضیه بحث‌برانگیز به عنوان ائتلاف‌های زیبایی زنان، لیسیستراتا، یا اعتصاب جنسی شناخته می‌شود.

## امروزه

### کلمبیا
در اکتبر ۱۹۷۷، رئیس ارتش کلمبیا، ژنرال مانوئل بنت خواستار اعتصاب جنسی در میان همسران و دوست‌دخترهای چریک‌های چپ کلمبیا، قاچاقچیان مواد مخدر و شبه نظامیان به عنوان بخشی از یک استراتژی - به همراه دیپلماسی - برای دست‌یابی به آتش‌بس شد. همچنین شهردار بوگوتا، آنتاناس مکوکس، پایتخت را برای یک شب به عنوان منطقه فقط مخصوص زنان اعلام کرد و به مردان پیشنهاد کرد که در خانه بمانند تا در مورد خشونت تأمل کنند. چریک‌ها در ابتدا این ابتکار را به سخره گرفتند و به این واقعیت اشاره کردند که در ارتش آنها بیش از ۲۰۰۰ زن وجود دارد. در پایان آتش‌بس حاصل شد، اما تنها مدت کوتاهی دوام آورد.
در ژوئن سال ۲۰۱۱، زنان در شهر دورافتاده بارباکوآس در جنوب کلمبیا جنبشی سازمان‌یافته برای وادار کردن دولت به ترمیم جاده‌هایی که این شهر را به شهرهای مجاور متصل می‌کردند، تشکیل دادند و دست به اعتصاب جنسی زدند. آن‌ها اعلام کردند که اگر مردان شهر اقدامی برای رفع این مشکل نکنند، از برقراری رابطه جنسی با آنها امتناع می‌ورزند. مردان بارباکوآس در ابتدای فعالیت هیچ حمایتی از خود نشان ندادند، اما خیلی زود به جنبش اعتراضی پیوستند. پس از اعتصاب ۱۱۲ روزه در اکتبر ۲۰۱۱، دولت کلمبیا قول تعمیر و بازسازی جاده‌ها را داد.

### کنیا
در آوریل ۲۰۰۹، گروهی از زنان کنیائی یک اعتصاب جنسی هفتگی را با هدف اعتراض به سیاستمداران ترتیب دادند، آن‌ها همسران رئیس‌جمهور و نخست‌وزیر را نیز به مشارک در این حرکت دعوت کردند و در صورت مشارکت تن‌فروشان برای جبران دست‌مزد از دست‌رفته‌شان، پرداخت پول پیشنهاد دادند.

### ناپل، ایتالیا
در آستانه آغاز سال نو میلادی در سال ۲۰۰۸، صدها زن ناپلیایی قول دادند همسران و دوست‌پسرهای خود را «روی مبل بخوابند»، مگر اینکه آن‌ها اقدامی برای جلوگیری از صدمات جدی آتش بازی انجام دهند.

### فیلیپین
در تابستان سال ۲۰۱۱، زنان روستایی میندانائو با هدف پایان دادن به درگیری بین دو دهکده خود، دست به یک اعتصاب جنسی چند هفته‌ای زدند.

### سودان جنوبی
در اکتبر سال ۲۰۱۴، پریسیلا نانیانگ، سیاستمدار اهل سودان جنوبی، با هماهنگی فعالان زن در جوبا، حرکتی اعتراضی برای پیشبرد سرعت صلح و اصلاح را ایجاد کرد که در آن از زنان خواسته بود با شوهرهایشان نخوابند.

## در هنر
- لیسیستراتا
- ابزوردستان (فیلم)
- شای رک (فیلم)